# القديسة فلورنتينا
فلورنتينا من قرطاجنة (بالإسبانية: Florentina de Cartagena) هي قديسة تُكرّمها الكنيسة الكاثوليكية، وتُعتبر إحدى الشخصيات الدينية البارزة في إسبانيا خلال القرن السادس الميلادي. وُلدت نحو منتصف القرن السادس في قرطاجنة، في إقليم هسبانيا التابع للإمبراطورية القوطية، وكانت تنتمي إلى عائلة عُرفت بتفانيها في خدمة المسيحية وتعزيز قيمها.

## العائلة
كانت فلورنتينا أختًا لعدد من الشخصيات الدينية البارزة في عصرها، منهم:
- القديس لياندرو، أسقف إشبيلية؛
- القديس إسيذور، الذي خلف أخاه كأسقف لإشبيلية، وأصبح من أهم علماء اللاهوت في العصور الوسطى؛
- فولوغيسيوس، أسقف قرطبة.

عُرفت هذه العائلة باسم عائلة القديسين، وقد ساهمت في ترسيخ العقيدة الكاثوليكية في هسبانيا، لا سيما في مواجهة تأثيرات الأريوسية التي كانت منتشرة بين القوط.

## الحياة الدينية
اختارت فلورنتينا الحياة الرهبانية منذ سن مبكرة، ويُقال إنها أسّست أو أشرفت على دير للنساء في جنوب هسبانيا، حيث عاشت حياة نسكية وتعبدية. كما يُنسب إليها تأليف مجموعة من الإرشادات النسكية أو تلقيها تعاليم من إخوتها، خاصة من القديس لياندرو، الذي كتب لها رسالة روحية تضمنت توجيهات حول الحياة الرهبانية، وكانت تُعد نموذجًا في سلوكها الروحي.

## التكريم والاحتفال الليتورجي
تُكرّم الكنيسة الكاثوليكية فلورنتينا كقديسة، ويُحتفل بعيدها في 20 يونيو من كل عام. وتُعد من بين القديسات المبجّلات في إسبانيا، خاصة في منطقة الأندلس، وتُعتبر نموذجًا للرهبنة النسائية في العصور المسيحية المبكرة.